# Giáo hoàng Innôcentê XI
Giáo hoàng Innôcentê XI (Tiếng Latinh: Innocentius XI, tiếng Ý: Innocenzo XI) tên khai sinh là Benedetto Odescalchi, là vị giáo hoàng thứ 239 của giáo hội Công giáo và là người cai trị Lãnh địa Giáo hoàng từ ngày 21 tháng 9 năm 1676 cho đến khi qua đời vào ngày 12 tháng 8 năm 1689.
Những căng thẳng về chính trị và tôn giáo với Louis XIV của Pháp là mối bận tâm thường trực của Innocent XI. Trong Lãnh địa Giáo hoàng, ông đã hạ thuế, tạo ra thặng dư trong ngân sách của giáo hoàng và bác bỏ chế độ gia đình trị trong Giáo hội. Innocent XI rất tiết kiệm trong việc quản lý nhà nước, các phương pháp của ông thể hiện rõ trong các vấn đề từ cách ăn mặc đến nhiều tiêu chuẩn về hành vi cá nhân phù hợp với quan niệm của ông về các giá trị Kitô giáo. Sau khi được bầu làm giáo hoàng, ông đã tự mình cải cách đạo đức và hành chính của Giáo triều Rôma. Ông đã bãi bỏ các công việc nhàn hạ và thúc đẩy sự giản dị hơn trong việc rao giảng cũng như sự tôn kính hơn trong việc thờ phượng, yêu cầu điều này được đưa ra cho cả giáo sĩ và tín đồ.
Trong Đại chiến Thổ Nhĩ Kỳ (1683-1699), Giáo hoàng Innocent đã đóng góp rất lớn trong việc đoàn kết các vị quân chủ Công giáo châu Âu đương thời đoàn kết với nhau chống lại sự bành trướng của Đế chế Ottoman, cũng nhờ có ông mà Liên minh Thần thánh (1684) giữa Vua Jan III Sobieski của Liên bang Ba Lan và Lietuva với Hoàng đế Leopold I của Thánh chế La Mã được hình thành, và chỉ 6 tháng kể từ ngày ký kết hiệp ước phòng thủ chung Warsaw, quân Ottoman bao vây kinh thành Viên của Áo, chiếu theo hiệp ước đã ký, Vua Jan III Sobieski đã kéo 30.000 quân Ba Lan đến giải cứu Viên, và đây trở thành trận chiến đánh dấu kết thúc sự bá quyền của Đế chế Ottoman ở châu Âu. Không dừng lại ở đó, Giáo hoàng còn dùng ngoại giao và hỗ trợ tài chính cho những nỗ lực giải phóng Hungary khỏi sự thống trị của Đế quốc Ottoman, ông vẫn được gọi rộng rãi trong nước là "Đấng cứu thế của Hungary". Những Giáo hoàng sau này khởi động quy trình phong thánh cho ông cũng vì những đống góp của ông trong việc ngặn chặn người Hồi giáo - Ottoman xâm lượt Công giáo - châu Âu.
Sau một quá trình khó khăn để phong thánh, bắt đầu từ năm 1791, gây ra nhiều tranh cãi trong nhiều năm và đã bị dừng lại nhiều lần, Innocent XI đã được Giáo hoàng Pius XII phong chân phước vào năm 1956.

## Cuộc sống đầu đời

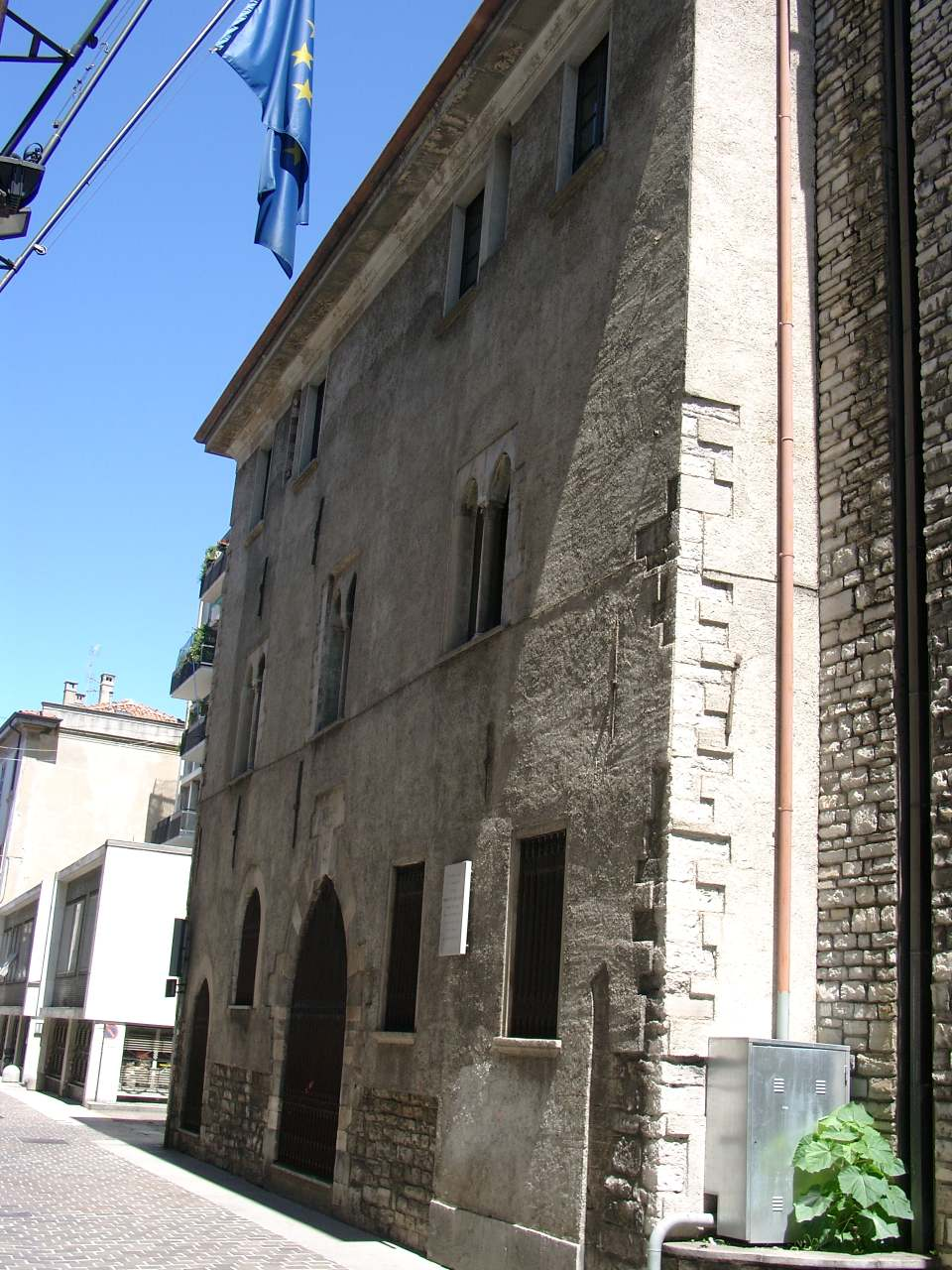
Nơi sinh của Giáo hoàng Innocent XI tại Como

Benedetto Odescalchi sinh ra tại Como, thuộc vùng Lombardia vào ngày 16 tháng 5 năm 1611, là con trai của một nhà quý tộc Como, Livio Odescalchi, và vợ là Paola Castelli Giovanelli từ Gandino. Anh chị em của ông gồm có Carlo, Lucrezia, Giulio Maria, Constantino, Nicola và Paolo. Ông cũng có một số hậu duệ đáng chú ý thông qua chị gái mình: cháu trai của bà là Hồng y Baldassare Erba-Odescalchi, Hồng y Benedetto Erba Odescalchi và Hồng y Carlo Odescalchi.
Odescalchi, một gia đình quý tộc nhỏ, là những doanh nhân tận tuỵ. Năm 1619, anh trai của Benedetto đã thành lập một ngân hàng tại Genoa cùng với ba người chú của mình, ngân hàng này nhanh chóng phát triển thành một doanh nghiệp cho vay tiền thành công. Sau khi hoàn thành chương trình học về ngữ pháp và chữ cái, Benedetto 15 tuổi chuyển đến Genoa để tham gia vào công việc kinh doanh của gia đình với tư cách là một người học việc. Các giao dịch kinh tế sinh lợi đã được thiết lập với khách hàng tại các thành phố lớn của Ý và châu Âu, chẳng hạn như Nuremberg, Milan, Kraków và Rome.
Năm 1626, cha của Benedetto qua đời, và ông bắt đầu học ngành nhân văn do các tu sĩ Dòng Tên giảng dạy tại trường đại học địa phương của mình, trước khi chuyển đến Genoa. Năm 1630, ông đã may mắn sống sót sau một đợt bùng phát bệnh dịch hạch, khiến mẹ ông tử vong.
Vào khoảng thời gian giữa năm 1632 và 1636, Benedetto quyết định chuyển đến Rome và sau đó là Napoli để học luật dân sự. Điều này dẫn đến việc ông đảm nhiệm các chức vụ của sứ thần công chứng, chủ tịch của Ngân khố Giáo hoàng (Apostolic Camera), ủy viên của Marco di Roma và thống đốc xứ Macerata; vào ngày 6 tháng 3 năm 1645, Giáo hoàng Innocent X (1644–55) đã phong ông làm Hồng y-Phó tế với chức phó tế của Santi Cosma e Damiano. Sau đó, ông trở thành đặc sứ đến Ferrara. Khi ông được cử đến Ferrara để giúp đỡ những người dân đang phải chịu nạn đói nghiêm trọng, Giáo hoàng đã giới thiệu ông với người dân Ferrara là "cha của người nghèo".
Năm 1650, Odescalchi trở thành Giám mục xứ Novara, với tư cách đó, ông đã chi toàn bộ doanh thu của giáo phận mình để cứu trợ người nghèo và người bệnh trong giáo phận của mình. Ông đã tham gia vào Mật nghị Hồng y năm 1655. Năm 1656, với sự cho phép của Giáo hoàng, ông từ chức giám mục xứ Novara để ủng hộ anh trai mình là Giulio và chuyển đến Rome. Trong thời gian ở đó, ông đã đóng vai trò nổi bật trong các cuộc tham vấn của nhiều giáo đoàn khác nhau mà ông là thành viên. Ông đã tham gia vào Mật nghị Hồng y năm 1669–1670.

## Giáo hoàng

### Bầu cử

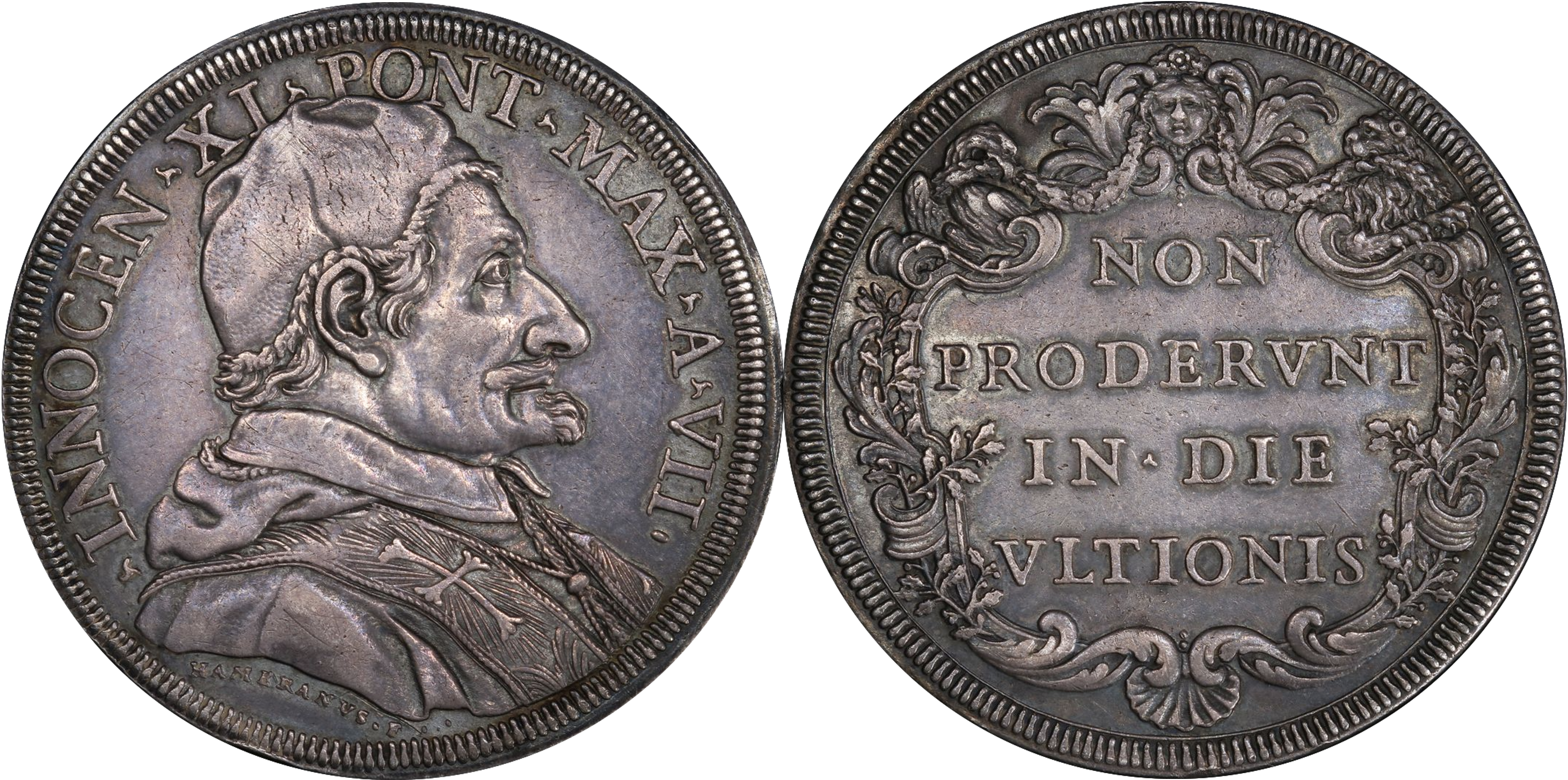
Xu bạc: 1 Piastra Lãnh địa Giáo hoàng đúc năm 1682, với mặt trước xu là chân dung của Giáo hoàng Innocent XI, mặt sau là dòng chữ bằng tiếng La Tinh: "Non Prodervnt In Die Vltionis", có nghĩa là "Sẽ vô ích vào ngày phán xét"

Odescalchi là ứng cử viên mạnh mẽ cho chức Giáo hoàng sau khi Giáo hoàng Clement IX (1667–69) qua đời vào năm 1669, nhưng triều đình Pháp đã từ chối ông (sử dụng quyền phủ quyết hiện đã bị bãi bỏ). Sau khi Giáo hoàng Clement X (1670–76) qua đời, Vua Louis XIV của Pháp (1643–1715) một lần nữa có ý định sử dụng ảnh hưởng hoàng gia của mình để chống lại cuộc bầu cử Odescalchi vào ngôi vị Giáo hoàng. Tuy nhiên, vì thấy rằng các hồng y cũng như người dân Roma đều mong muốn có Odescalchi làm Giáo hoàng của họ, Vua Louis đã miễn cưỡng chỉ thị cho các hồng y thân Pháp chấp thuận ứng cử của ông.
Vào ngày 21 tháng 9 năm 1676, Odescalchi được chọn làm người kế nhiệm Clement X và lấy hiệu là Innocent XI. Ông chọn cái tên này để vinh danh Giáo hoàng Innocent X, người đã tấn phong ông làm hồng y vào năm 1645. Ông được chính thức đăng quang làm giáo hoàng vào ngày 4 tháng 10 năm 1676 bởi phó tế, Hồng y Francesco Maidalchini.

### Cải cách quản lý giáo hội
Ngay sau khi lên ngôi, Innocent XI đã tập trung mọi nỗ lực để cắt giảm chi phí của Giáo triều. Ông đã ban hành các sắc lệnh nghiêm ngặt chống lại tình trạng gia đình trị trong số các hồng y. Ông sống rất tiết kiệm và khuyên các hồng y cũng làm như vậy. Theo cách này, ông không chỉ cân bằng được khoản thâm hụt hàng năm lên tới 170.000 scudi khi lên ngôi chỉ trong vòng vài năm, thu nhập của giáo hoàng thậm chí còn vượt quá chi phí. Ông không mất thời gian để tuyên bố và thực tế thể hiện lòng nhiệt thành của mình như một nhà cải cách về phong tục và một người sửa chữa những hành vi lạm dụng hành chính. Bắt đầu từ giáo sĩ, ông cũng tìm cách nâng cao mức sống đạo đức của giáo dân. Ông đã đóng cửa tất cả các nhà hát ở Rome (được coi là trung tâm của tệ nạn và vô đạo đức) và nổi tiếng là đã tạm thời dừng lại các truyền thống phát triển mạnh mẽ của opera La Mã. Năm 1679, ông công khai lên án 65 đề xuất, chủ yếu lấy từ các tác phẩm của Escobar, Suarez và những người theo chủ nghĩa ngụy biện khác (chủ yếu là những người theo chủ nghĩa ngụy biện dòng Tên, những người đã bị Blaise Pascal chỉ trích nặng nề trong Lettres provinciales của ông) là các đề xuất laxorum moralistarum và cấm bất kỳ ai dạy chúng dưới hình phạt bị khai trừ. Ông đặc biệt lên án hình thức bảo lưu tinh thần (stricte mentalis) cho phép lừa dối mà không cần nói dối trắng trợn.
Về mặt cá nhân, ông không thù địch với Miguel de Molinos, tuy nhiên Innocent XI đã chịu khuất phục trước áp lực to lớn buộc ông phải xác nhận vào năm 1687 phán quyết của các thẩm vấn viên, theo đó 68 đề xuất theo chủ nghĩa tĩnh lặng của Molinos bị lên án là phạm thượng và dị giáo.

### Mối quan hệ với người Do Thái
Innocent XI đã thể hiện một mức độ nhạy cảm trong cách đối xử của mình với người Do Thái trong các nhà nước trên Bán đảo Ý. Ông buộc Cộng hòa Venice thả những tù nhân Do Thái bị Francesco Morosini bắt giữ vào năm 1685. Ông cũng không khuyến khích việc rửa tội bắt buộc, do đó đã trở nên ít thường xuyên hơn dưới thời ông làm Giáo hoàng, nhưng ông không thể bãi bỏ hoàn toàn tập tục cũ.
Gây tranh cãi hơn vào ngày 30 tháng 10 năm 1682, ông đã ban hành một sắc lệnh theo đó tất cả các hoạt động cho vay tiền do người Do Thái ở Roma thực hiện phải chấm dứt. Một động thái như vậy tình cờ sẽ mang lại lợi ích về mặt tài chính cho chính những người anh em của ông, những người đóng vai trò chủ đạo trong hoạt động cho vay tiền ở châu Âu. Tuy nhiên, cuối cùng ông đã tin rằng biện pháp như vậy sẽ gây ra nhiều đau khổ khi hủy hoại sinh kế, việc thực thi sắc lệnh đã bị trì hoãn hai lần.

## Quan hệ đối ngoại

### Trận chiến Vienna
Innocent XI là người khởi xướng nhiệt tình Liên minh Thần thánh, liên minh này đã tập hợp các Nhà nước trong Đế chế La Mã Thần thánh và Vua Jan III Sobieski của Liên bang Ba Lan và Lietuva, người đã nhanh chóng đến giải cứu kinh thành Viên đang bị người Thổ bao vây vào năm 1683. Sau khi cuộc bao vây được giải tỏa, Innocent XI một lần nữa không tiếc công sức thuyết phục các Thân vương Công giáo giúp đỡ trục xuất người Thổ khỏi Hungary thuộc Ottoman. Ông đã đóng góp hàng triệu scudi vào quỹ chiến tranh của Áo và Hungary để đánh bại người Thổ và đã hài lòng khi nghe tin Belgrade bị chiếm vào ngày 6 tháng 9 năm 1688.

### Đốt hình nộm Giáo hoàng ở London
Trong cuộc khủng hoảng loại trừ của Anh (1679-1681), khi Nghị viện Anh tìm cách loại Công tước xứ York theo Công giáo khỏi việc kế thừa ngai vàng, những người theo đạo Tin lành cấp tiến của Câu lạc bộ Ruy băng Xanh ở London thường xuyên tổ chức các cuộc diễu hành lớn, đỉnh điểm là đốt hình nộm "Giáo hoàng". Rõ ràng, những người tổ chức các sự kiện này không biết rằng Giáo hoàng thực sự ở Rome đã tham gia vào một cuộc xung đột sâu sắc với Vua Pháp - và do đó, không hề ủng hộ nỗ lực đưa Công tước xứ York lên ngôi, điều phục vụ cho tham vọng chính trị của Vua Louis XIV.

### Quan hệ với Pháp

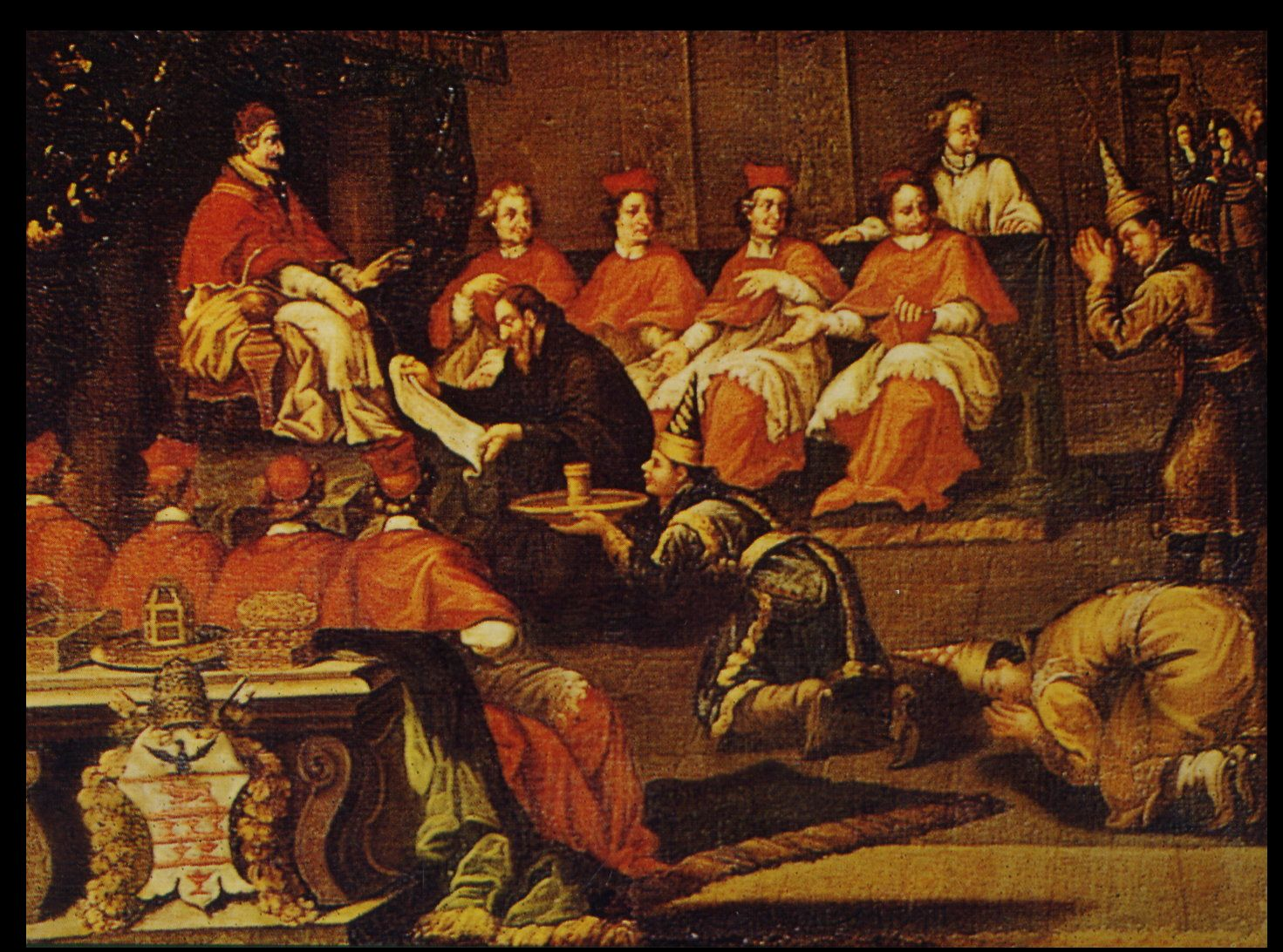
Tachard, cùng với các sứ thần của Siam, dịch bức thư của Vua Narai gửi Giáo hoàng Innocent XI, tháng 12 năm 1688

Triều đại của Giáo hoàng Innocent XI được đánh dấu bằng cuộc đấu tranh giữa chủ nghĩa chuyên chế và ý định bá quyền của Louis XIV, và quyền tối thượng của Giáo hội Công giáo. Ngay từ năm 1673, Louis đã tự mình mở rộng quyền của régale trên các tỉnh Languedoc, Guyenne, Provence và Dauphiné, nơi trước đó quyền này chưa từng được thực hiện.
Mọi nỗ lực của Innocent XI nhằm thuyết phục Louis XIV tôn trọng các quyền và quyền tối thượng của Giáo hội đều trở nên vô ích. Năm 1682, Nhà vua triệu tập một Hội đồng giáo sĩ Pháp đã thông qua bốn điều khoản được gọi là Quyền tự do Gallican. Innocent XI đã hủy bỏ bốn điều khoản này vào ngày 11 tháng 4 năm 1682 và từ chối chấp thuận tất cả các ứng cử viên giám mục tương lai đã tham gia hội đồng.
Để xoa dịu Giáo hoàng, Louis XIV bắt đầu hành động như một tín đồ cuồng tín của Công giáo. Năm 1685, ông đã bãi bỏ Sắc lệnh Nantes và bắt đầu cuộc đàn áp những người Huguenot Pháp. Innocent tỏ ra không hài lòng với những biện pháp quyết liệt này và tiếp tục không chấp thuận các ứng cử viên giám mục.
Innocent XI càng làm cho Louis XIV tức giận hơn trong cùng năm đó khi bãi bỏ quyền tị nạn bị lạm dụng rất nhiều, theo đó các đại sứ nước ngoài tại Rome có thể chứa chấp trong các đại sứ quán bất kỳ tên tội phạm nào bị tòa án công lý của giáo hoàng truy nã. Ông đã thông báo cho đại sứ Pháp mới, Hầu tước de Lavardin, rằng ông sẽ không được công nhận là đại sứ tại Rome trừ khi ông từ bỏ quyền này, nhưng Louis XIV sẽ không từ bỏ nó. Dẫn đầu một lực lượng vũ trang gồm khoảng 800 người, Lavardin tiến vào Rome vào tháng 11 năm 1687 và chiếm giữ nhiệm sở của mình bằng vũ lực. Innocent XI đã ra vạ tuyệt thông cho Lavardin vào ngày 24 tháng 12 năm 1687 đã ban hành lệnh cấm đối với Nhà thờ St. Louis tại Rome, nơi Lavardin tham dự các buổi lễ.

### Tiếp phái đoàn Ayutthaya
Vào tháng 1 năm 1688, Innocent XI tiếp đón phái đoàn ngoại giao được Quốc vương Narai của Vương quốc Ayutthaya cử đến, được dẫn đầu bởi Guy Tachard và Ok-khun Chamnan, phái đoàn đến Pháp và Tòa thánh để thiết lập mối quan hệ.

### Tranh cãi Cologne

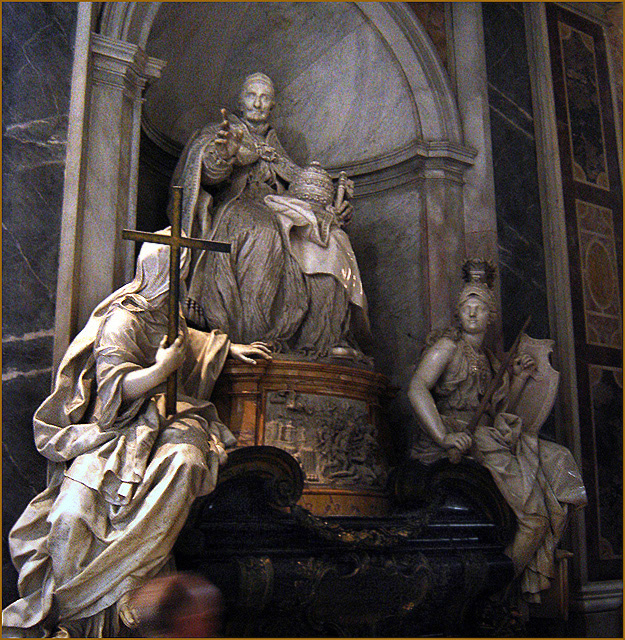
Tượng đài Giáo hoàng Innocent XI, Nhà thờ thánh Peter

Căng thẳng giữa Giáo hoàng và Vua Pháp gia tăng do thủ tục của Innocent XI trong việc chọn chức Tổng giám mục cho Giáo phận vương quyền Cologne còn trống. Hai ứng cử viên cho tòa giám mục là Hồng y Wilhelm Egon von Fürstenberg, khi đó là Giám mục vương quyền Strasbourg, và Joseph Clemens, em trai của Maximilian II Emanuel, Tuyển hầu xứ Bayern. Wilhelm Egon von Fürstenberg được xem là một công cụ hữu ích trong tay Louis XIV và việc ông được bổ nhiệm làm Tổng giám mục vương quyền và Tuyển đế hầu xứ Cologne sẽ ngụ ý rằng Pháp chiếm ưu thế ở Tây Bắc Đế chế La Mã Thần thánh.
Joseph Clement không chỉ là ứng cử viên của Hoàng đế Leopold I (1658–1705) mà còn của tất cả các nhà cai trị châu Âu, ngoại trừ Vua Pháp và người ủng hộ kiêm anh em họ của ông, Vua James II của Anh (1685–88). Tại cuộc bầu cử diễn ra vào ngày 19 tháng 7 năm 1688, không ứng cử viên nào nhận được số phiếu cần thiết. Do đó, quyết định thuộc về Giáo hoàng Innocent XI, người đã chỉ định Joseph Clemens làm Tổng giám mục và Tuyển đế hầu xứ Cologne.
Vua Louis XIV trả đũa bằng cách chiếm giữ lãnh thổ Avignon của Giáo hoàng, giam giữ sứ thần của giáo hoàng và kêu gọi một công đồng chung. Ông cũng không che giấu ý định tách Giáo hội Pháp hoàn toàn khỏi Rome. Giáo hoàng vẫn kiên định. Sự sụp đổ sau đó của James II ở Anh đã phá hủy sự thống trị của Pháp ở châu Âu và ngay sau cái chết của Innocent XI, cuộc đấu tranh giữa Louis XIV và giáo hoàng đã được giải quyết có lợi cho Giáo hội.

### Innocent XI và Willem xứ Oranje
Innocent XI đã phái Ferdinando d'Adda làm sứ thần đến Vương quốc Anh, đại diện đầu tiên của Giáo hoàng đến Anh sau hơn một thế kỷ. Mặc dù vậy, Giáo hoàng không chấp thuận cách thức thiếu thận trọng mà James II đã cố gắng khôi phục Công giáo ở Anh. Ông cũng nhiều lần bày tỏ sự không hài lòng của mình trước sự ủng hộ mà James II dành cho vị Vua độc đoán Louis XIV trong các biện pháp chống lại Giáo hội. Do đó, không có gì ngạc nhiên khi Innocent XI ít thông cảm với James hơn Thân vương Willem xứ Oranje và ông không giúp James trong việc tranh đoạt ngai vàng. Innocent đã từ chối bổ nhiệm người được James II lựa chọn làm Hồng y là Edward Petre, Nam tước thứ 3.

## Thần học đạo đức

### Phá thai
Innocent XI đã ban hành tông sắc Sanctissimus Dominus của Giáo hoàng vào năm 1679 để lên án 65 đề xuất ủng hộ cách tiếp cận tự do đối với học thuyết, trong đó có hai đề xuất liên quan đến phá thai. Đầu tiên, ông lên án đề xuất 34 và phản bác rằng việc phá thai là bất hợp pháp. Ông cũng lên án đề xuất 35, trong đó nêu rằng: "Có vẻ như thai nhi (miễn là nó còn trong tử cung) không có linh hồn lý trí và bắt đầu có linh hồn lý trí khi nó được sinh ra; và do đó, phải nói rằng không có phá thai nào là giết người".

## Các hoạt động khác
Innocent XI cũng không kém phần quyết tâm bảo vệ sự trong sáng của đức tin và đạo đức giữa mọi người. Ông nhấn mạnh đến nền giáo dục toàn diện và lối sống mẫu mực cho mọi người và ông đã ban hành các quy tắc nghiêm ngặt liên quan đến sự khiêm tốn trong trang phục của phụ nữ Rome. Hơn nữa, ông đã chấm dứt niềm đam mê cờ bạc ngày càng gia tăng bằng cách đàn áp các sòng bạc ở Rome. Theo sắc lệnh ngày 12 tháng 2 năm 1679, ông khuyến khích việc rước lễ thường xuyên và thậm chí hàng ngày. Vào ngày 4 tháng 3 năm 1679, ông lên án đề xuất rằng "điều răn giữ Ngày lễ không phải là bắt buộc nếu không bị coi là phạm tội trọng, ngoài tội gây tai tiếng, nếu không có sự khinh miệt". Năm 1688, ông nhắc lại sắc lệnh của Giáo hoàng Sixtus V cấm phụ nữ hát trên sân khấu ở tất cả các nhà hát công cộng hoặc nhà hát opera.
Innocent XI tỏ ra thù địch với cuốn sách Varia Opuscula Theologica (Nhiều tờ rơi thần học) do tu sĩ dòng Tên người Tây Ban Nha Francisco Suárez xuất bản. Ông ra lệnh đốt tất cả các bản sao vào năm 1679 nhưng lệnh của ông đã bị bỏ qua. Một trong những bản sao của cuốn sách đã được phát hiện vào năm 2015.

### Công nghị
Ông đã phong 43 hồng y mới vào hàng hồng y trong hai công nghị. Năm 1681, ông bổ nhiệm Antonio Pignatelli làm hồng y, người sau này trở thành Giáo hoàng Innocent XII (lấy tên của ông để vinh danh vị giáo hoàng đã phong chức cho ông). Innocent XI cũng có ý định đề cử người giải tội của mình là Ludovico Marracci làm hồng y, nhưng ông này đã từ chối.

### Phong chân phước và phong thánh
Ông cũng đã phong thánh cho 2 người: Bernard xứ Menthon năm 1681 và Pedro Armengol vào ngày 8 tháng 4 năm 1687. Ông đã phong chân phước cho 6 cá nhân.

## Cuộc chiến với Louis XIV
Innocent đã phải chiến đấu một cuộc chiến cam go với vua Louis XIV của Pháp.
Hạn từ Pháp giáo (Gallicanisme) có nhiều nghĩa khác nhau. Các thần học gia đề cao công đồng hơn Giáo hoàng, các phán quan thì muốn những quyết định của Roma phải đợi họ cho phép mới có giá trị pháp lý trong nước Pháp, Còn các vua, từ thời vua Philippe le Bel xưa, muốn chiếm đoạt tài sản Giáo hội và chỉ đạo về tự do tôn giáo. Tất cả đều xác định rõ ràng Giáo hội Pháp có quyền tự trị đối với Roma. Năm 1610, Giám mục Richer, một thần học gia Paris đề ra tổ chức hội đồng Giáo hội tại Pháp (Collégiale).
Đẩy mạnh phong trào Pháp giáo, vua Louis XIV tìm cách giải quyết Jansenisme và Quietisme bằng cách bãi bỏ sắc lệnh Nantes (1598: cho tự do chọn tôn giáo). Louis XIV cố phục hồi sự thống nhất tôn giáo theo nguyên tắc cũ: "Một Thiên Chúa, một đức vua, một luật lệ, một đức tin". Louis nghĩ điều này khiến Giáo hoàng chấp nhận cho Louis về vương quyền. Louis cưỡng ép những người R.P.R. (Religion Prétendue Réformée: tôn giáo tự nhận là cải cách) phải gia nhập Công giáo. Louis hạn chế việc phụng tự, cấm một số hệ phái Tin Lành. Một ngân quỹ lo việc cải đạo được thành lập. Kị binh nhà vua (Long kỵ binh) đóng quân ngay tại khu vực anh em cải cách làm gia tăng việc cải đạo cưỡng bức.
Cuộc xung đột thế kỷ XVII từ chuyện tiền bạc trong cuộc tranh chấp về vương quyền (Régal: nhà vua thu bổng lộc những tòa Giám mục trống ngôi). Vua Louis XIV đòi áp dụng vương quyền trên mọi địa phận, thay vì hạn chế trong các địa phận cổ xưa nhất. Thế nhưng, Innocentê XI không chấp nhận các Giám mục do Louis chỉ định. Chẳng bao lâu 35 địa phận Pháp không có Giám mục.
Đáp lại, vua Louis triệu tập hội nghị giáo sĩ Pháp năm 1681. Giám mục địa phận Meaux, đã giảng một bài danh tiếng tại hội nghị về sự duy nhất của Giáo hội và soạn thảo bản tuyên ngôn bốn khoản (19-3-1682) là hiến chương của thuyết Pháp giáo: Nhà vua là thủ lĩnh tối cao trong vương quốc và Công đồng hơn Giáo hoàng (theo CĐ. Constancia), Các tập tục Giáo hội Pháp phải được tôn trọng và Sắc lệnh của Giáo hoàng có thể thay đổi.
Giáo hoàng Innocentê XI không kết án bản tuyên ngôn, nhưng ông phạt vạ các Giám mục trực tiếp soạn thảo. Tranh chấp lên cao độ. Năm 1685, Louis XIV làm ra vẻ tin rằng trong nước Pháp không còn ai theo Tin Lành, tuyên bố hủy bỏ sắc lệnh Nantes làm nhiều giáo sĩ được thỏa mãn. Thế nhưng RPR không biến mất. Khoảng 200.000 giáo dân đã rời nước Pháp lên vùng Liên Tỉnh (Provinces Unies) đến thành phố Hesse hoặc Brandebourg. Thế hệ tiếp theo của họ sẽ vùng dậy tại Cévennes (nhóm Camisards 1702) hoặc tổ chức "Giáo hội sa mạc" (Antoine Court 1715).
Năm 1693, nhân dịp Giáo hoàng Innocentê XII lên ngôi và vì phải đối đầu với liên quân các nước, vua Louis XIV nhượng bộ và các Giám mục Pháp rút lại bản tuyên ngôn.

## Chiến tranh chống đế quốc Ottoman
Năm 1683, quân Thổ Ottoman vây hãm Viên, thủ đô của đế quốc La Mã Thần thánh. Bằng những nguồn tài chính khổng lồ, Giáo hoàng Innôcentê XI giúp vua Ba Lan là Jan III Sobieski trong trận đánh với quân Ottoman diễn ra ngay ở các cửa ngõ của Viên. Chiến thắng thuộc về Sobieski
Do việc tổ chức lại đội quân thập tự chinh để chống lại quân Ottoman, Giáo hoàng Innôcentê đã thành công ghép đế quốc La Mã Thần thánh, Ba Lan, Malta và Venezia lại thành một khối. Để chống lại quân Ottoman, ông cầu viện Jan III Sobieski, người đã từng đánh thắng quân Ottoman tại Viên.

## Những ngày cuối cùng và qua đời

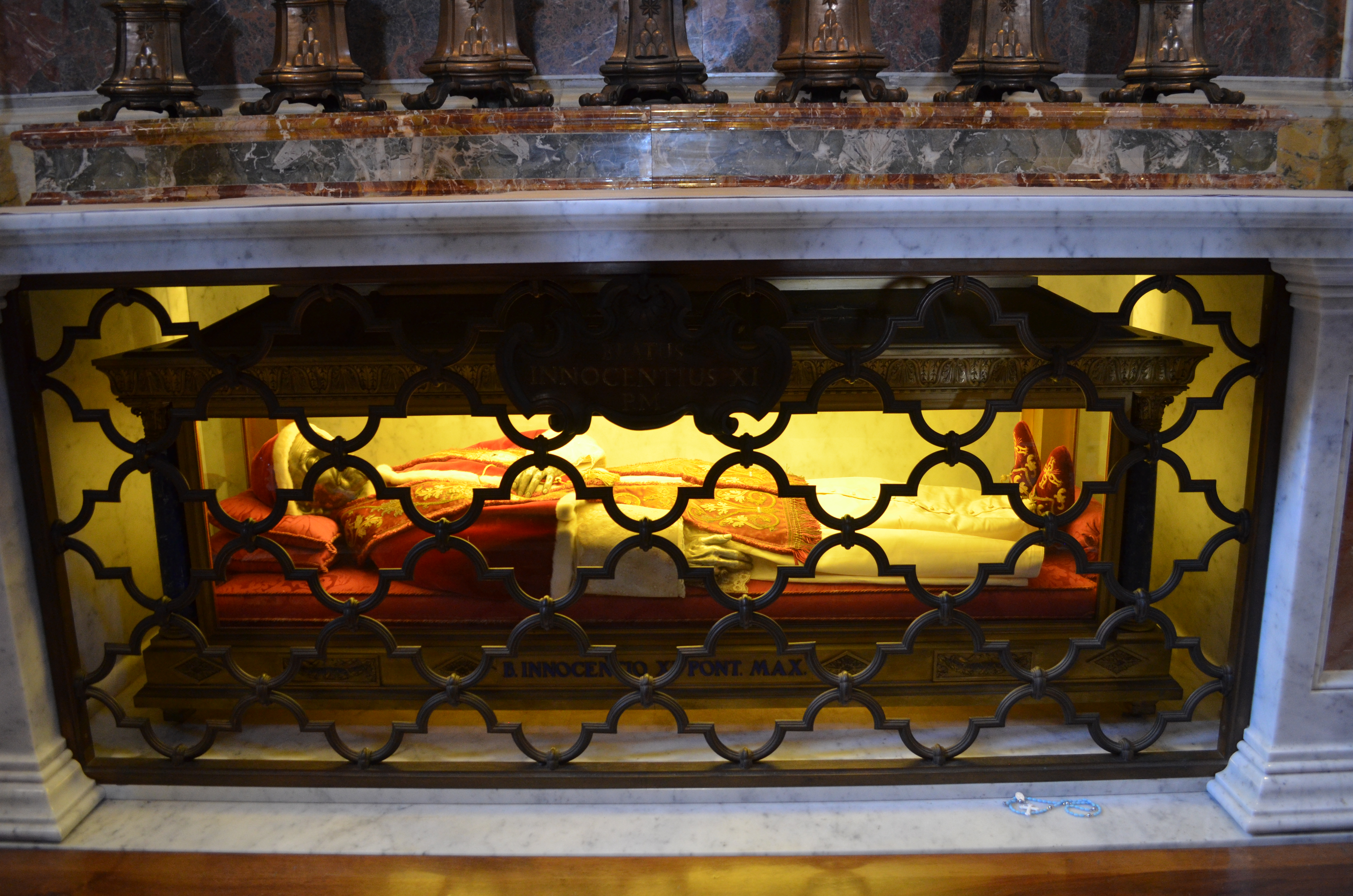
Thi hài của Giáo hoàng Innocent XI tại Vương cung thánh đường Thánh Peter

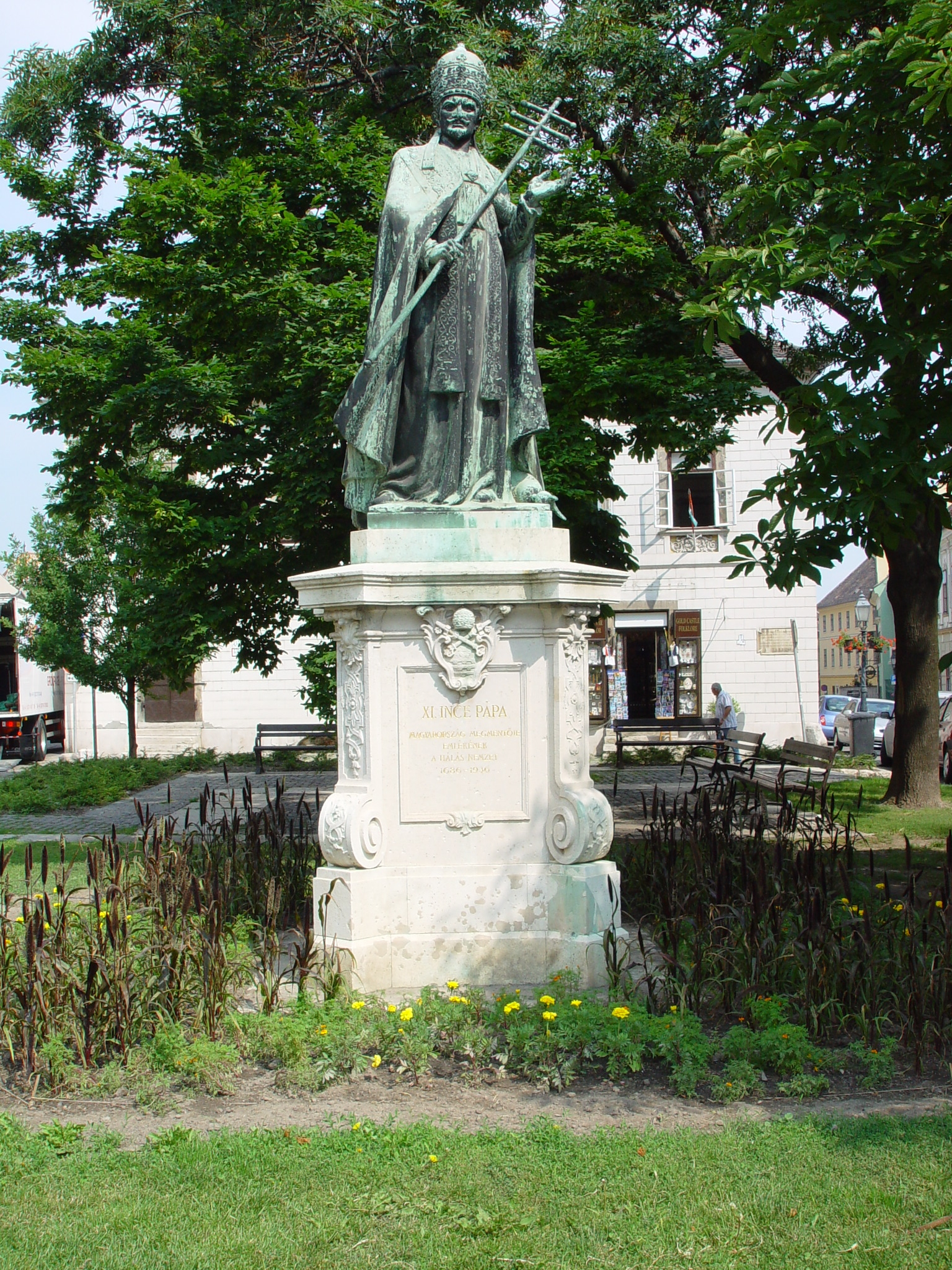
Tượng Đức Giáo hoàng Innocent XI ở Budapest

Innocent XI được biết là đã bị sỏi thận từ năm 1682 và vào năm 1689, sức khỏe của ông suy giảm đáng kể. Vào tháng 6 năm đó, ông phải nằm liệt giường. Vì lý do sức khỏe, ông đã hủy bỏ một hội nghị hồng y được triệu tập vào ngày 19 tháng 6 để thẩm tra các giám mục và ông cũng hủy các cuộc họp vào ngày 21 tháng 6. Giáo hoàng đột nhiên bị sốt cao vào ngày 25 tháng 6 và vào ngày 29 tháng 6, ông không thể cử hành Thánh lễ trọng thể cho Lễ Thánh Phêrô và Phaolô, cử Hồng y Flavio Chigi cử hành thay ông. Tình trạng của Giáo hoàng trở nên tồi tệ hơn vào ngày 2 tháng 7 và các bác sĩ của ông đã phải rạch chân trái của ông, khiến chất lỏng bị rò rỉ, và cuối cùng đã tiến hành một cuộc phẫu thuật ở chân phải của ông vào ngày 31 tháng 7 và hai cuộc phẫu thuật nữa trong hai ngày tiếp theo.
Vào ngày 9 tháng 8, ông đã nhận bí tích thánh thể (viaticum) vì các bác sĩ cho rằng ông không còn nhiều thời gian để sống. Vào ngày 11 tháng 8, ông đã tiếp kiến Hồng y Leandro Colloredo, người đã đến để nhắc nhở ông rằng giáo hoàng đã được sắp xếp để đưa mười người lên hàng hồng y nhưng giáo hoàng đã từ chối làm như vậy mặc dù hồng y đã khăng khăng bám vào điều đó. Vào sáng ngày 12 tháng 8, ông đã mất khả năng nói và bị khó thở.
Innocent XI qua đời vào ngày 12 tháng 8 năm 1689 lúc 22:00 (giờ Rome). Sau khi qua đời, ông được chôn cất tại Vương cung thánh đường Thánh Phêrô bên dưới tượng đài tang lễ của ông gần Nhà nguyện Clementine, nơi cháu trai của ông, Thân vương Livio Odescalchi, đã ủy quyền xây dựng. Tượng đài, được thiết kế và điêu khắc bởi Pierre-Étienne Monnot, có hình ảnh Giáo hoàng ngồi trên ngai vàng phía trên một chiếc quan tài có phù điêu ở chân đế cho thấy sự giải phóng Viên khỏi người Thổ của Jan III Sobieski, hai bên là hai nhân vật ngụ ngôn đại diện cho Đức tin và Lòng kiên cường.
Vào tháng 4 năm 2011, hài cốt của Giáo hoàng Innocent XI đã được di chuyển để nhường chỗ cho hài cốt của Giáo hoàng John Paul II đã được phong chân phước.

## Phong chân phước
Quy trình phong chân phước cho Innocent XI được Giáo hoàng Innocent XII khởi xướng vào năm 1691. Quá trình này chính thức mở vào ngày 23 tháng 6 năm 1714 dưới thời Giáo hoàng Clement XI, trao cho ông danh hiệu Tôi tớ Chúa, và tiếp tục dưới thời Giáo hoàng Clement XII, nhưng ảnh hưởng của Pháp và cáo buộc theo chủ nghĩa Jansen đã khiến quá trình phong thánh bị Giáo hoàng Benedict XIV đình chỉ vào năm 1744. Vào thế kỷ XX, quá trình đã được tái khởi động; các tác phẩm của ông đã được các nhà thần học chấp thuận vào ngày 24 tháng 3 năm 1945, và Giáo hoàng Pius XII tuyên bố ông là Đấng đáng kính vào ngày 15 tháng 11 năm 1955 và được ban Chân phước vào ngày 7 tháng 10 năm 1956.
Sau khi được phong Chân phước, quan tài của ông được đặt dưới Bàn thờ Thánh Sebastian trong Nhà nguyện Thánh Sebastian của Vương cung thánh đường, nơi nó ở lại cho đến ngày 8 tháng 4 năm 2011 khi nó được di chuyển để nhường chỗ cho hài cốt của Giáo hoàng John Paul II được di dời đến Vương cung thánh đường từ hang động bên dưới Nhà thờ Thánh Peter để tôn vinh việc phong chân phước của ông và để công chúng có thể tiếp cận nơi an nghỉ của ông dễ dàng hơn. Thi hài của Innocent được chuyển đến Bàn thờ Biến hình của Vương cung thánh đường, nằm gần Nhà nguyện Clementine và hài cốt của Giáo hoàng Gregory Cả (590–604). Bàn thờ cũng nằm đối diện với tượng đài của Innocent XI, nơi chôn cất ban đầu của ông trước khi được phong chân phước.
Ngày lễ được chỉ định cho Innocent XI là ngày 12 tháng 8, ngày mất của ông. Trong lịch Hungary, ngày này được kỷ niệm vào ngày 13 tháng 8.
Các báo cáo cho rằng sau các cuộc tấn công vào Hoa Kỳ vào ngày 11/9, Giáo hội đã quyết định thúc đẩy việc phong thánh cho Giáo hoàng Innocent XI đã bị đình chỉ từ lâu, với tư cách là giáo hoàng đã ngăn chặn người Thổ tràn ngập Cơ đốc giáo vào năm 1683, do đó tạo ra sự tương đồng với chủ nghĩa Hồi giáo hung hăng. Tuy nhiên, những tiết lộ phổ biến được đưa ra trong cuốn tiểu thuyết Imprimatur đã làm tổn hại đến danh tiếng của Giáo hoàng Innocent XI và do đó, kế hoạch phong thánh cho ông đã bị đình chỉ vô thời hạn.
Người ta tin rằng việc phong thánh sẽ diễn ra vào năm 2003 nhưng việc xuất bản cuốn sách đã dừng mọi kế hoạch phong thánh cho Innocent XI.